# Escut de Puiggròs
L'escut oficial de Puiggròs té el següent blasonament:
Escut caironat: de sinople, un mont d'or movent de la punta carregat de 3 estrelles d'atzur i sobremuntat d'un sextifoli d'argent. Per timbre una corona mural de vila.

## Història
Va ser aprovat el 15 de març de 1996.
El mont és un element parlant, que simbolitza el "puig gros" del nom de la població. La flor com a sextifoli i les tres estrelles són un senyal tradicional de l'escut de la localitat, i probablement són una al·lusió a la Mare de Déu, patrona de la vila.